# Charles City, Virginia
Charles City är administrativ huvudort i Charles City County i Virginia. Orten har fått sitt namn efter Karl I av England. Vid 2010 års folkräkning hade Charles City 133 invånare.